# Demmus Hentze

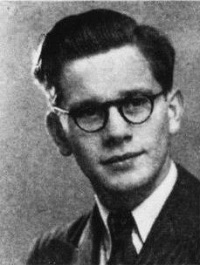
Demmus Hentze

Demmus Hentze (4 de dezembro de 1923 – 3 de janeiro de 2016) foi um político das Ilhas Faroé. 
Natural de Sandoy, graduou-se na Universidade de Copenhague com um jur cand. grau em 1952 e representou sua cidade natal no Løgting por duas vezes, 1966-1974, e de 1978 a 1980. Era membro do Partido Popular, e serviu como Ministro das Finanças de 1975 a 1981. Morreu no dia 3 de janeiro de 2016, em Tórshavn..